# IPFire
IPFire ist eine freie Linux-Distribution, die in erster Linie als Router und Firewall fungiert und sich über eine Webmanagementkonsole konfigurieren lässt. Darüber hinaus bietet die Distribution noch ausgewählte Server-Dienste an und kann zum SOHO-Server erweitert werden.
IPFire stützt sich auf Linux From Scratch und ist auch wie Endian Firewall ursprünglich eine Abspaltung von IPCop, die aber ab Version 2 nur noch die Webschnittstelle von IPCop nutzt.
Das IPFire Projekt ist seit April 2015 Mitglied des Open Invention Network.

## Systemvoraussetzungen
Das Baukastenprinzip ermöglicht es dem Benutzer, sich ein nach eigenen Bedürfnissen maßgeschneidertes System zu schaffen. Dieses kann entweder ein sehr kleines System sein, das auch auf altgedienter Hardware wie zum Beispiel einem Intel Pentium der ersten Generation lauffähig ist, oder eben auch ein SOHO-System mit einem modernen Mehrprozessorsystem. Alternativ ist auch die Installation auf einem USB-Stick möglich.
Daher richtet sich die für den IPFire benötigte Rechenleistung des PCs ganz nach dem Einsatzbereich und den installierten Add-ons. Auch wenn IPFire prinzipiell auf leistungsschwächeren Systemen lauffähig ist, sind mindestens ein x86_64 kompatibler Hauptprozessor mit einem Takt von 1 Gigahertz, 1 Gigabyte Hauptspeicher und zwei Netzwerkkarten – eine für den Anschluss von DSL (oder anderen Router) und eine zum Anschluss ans LAN – seitens der Entwickler empfohlen. Zudem werden einige Geräte mit ARM-Architektur unterstützt, beispielsweise Raspberry Pi oder Banana Pi. Ab Version 2.13 Core 71 ist es möglich, die Verbindung zum Internet alternativ über eine WLAN-Verbindung herzustellen, kompatible Hardware vorausgesetzt.

## Systemdetails
Eines der Grundkonzepte dieser Distribution ist die einfache Bedienbarkeit, welche vor allem auf Benutzer abgestimmt ist, welche sich mit Netzwerken und Serverdiensten wenig auskennen. Dennoch haben die Entwickler darauf geachtet, dass erfahrene Admins mannigfaltige Einstellungsmöglichkeiten haben. Die Grundeinrichtung von IPFire (IP-Adressen, Passwörter) geschieht dialoggeführt auf der Console, die weitere Administration findet über eine webbasierten Oberfläche statt.
IPFire bietet ein umfangreiches Paketverwaltungssystem (Pakfire), dadurch kann das schlank gehaltene Grundsystem, welches rein nur als Firewall fungiert, mit zahlreichen Erweiterungen ausgestattet werden und man kann es so auf verschiedene Einsatzszenarien anpassen. Außerdem können Sicherheitsprobleme schnell per Aktualisierung behoben werden. Der verwendete Linux-Kernel wurde gehärtet und entschlackt.
Das Basissystem kommt mit folgenden Merkmalen:
- Proxyserver mit Contentfilter und Caching-Funktionen für Updates (z. B. Microsoft Windows Updates, Virenscanner, u. v. a. m.)
- Intrusion-Prevention-System (Suricata)
- VPN per IPsec, WireGuard und OpenVPN
- DHCP-Server
- Nameserver mit DNS-Caching (unterstützt DNSSEC)
- Zeitserver
- WOL (Wake On LAN)
- Dynamisches DNS
- Quality of Service
- ausgehende Firewall
- Systemüberwachungsfunktionen und Log-Analyse
- GeoIP-Filterung (ab Version 2.17 Core Update 90)
- Captive Portal (ab Version 2.19 Core Update 115)

## Erweiterungen
IPFire bietet von Haus aus mehrere Erweiterungen (Add-ons) an, die durch das Entwicklerteam gewartet werden. Sie werden über das Paketmanagement (Pakfire) installiert und erfordern meistens nur geringe Vorkenntnisse.
Installierbare Add-ons sind unter anderem:
- Datei- und Druckserver (Samba und CUPS, vsftpd (bis Version 2.19 Core Update 116))
- Asterisk und TeamSpeak
- Video Disk Recorder (VDR)
- Mailserver - Postfix, SpamAssassin, Amavisd-new
- Streaming-Server (MPD u. a.)
- Überwachungsdienste wie Nagios oder NRPE
- Virenscanner oder erweiterte Loganalyseprogramme wie ClamAV oder Watchdog
- Tor-Server - Ermöglicht anonymes Surfen über das Tor-Netzwerk oder einfachen Betrieb eines Relay
- WLAN Access-Point (HostAPD)

## Ports
Das IPFire-Projekt stellt einen experimentellen Port für die ARM-Architektur bereit. Unterstützt werden unter anderen Pandaboard, Raspberry Pi, Banana-Pi-Router R1.